# Les Choses humaines (film)
Cet article concerne le film. Pour le roman, voir Les Choses humaines.
Pour plus de détails, voir Fiche technique et Distribution.
Les Choses humaines est un film français coécrit, coproduit et réalisé par Yvan Attal, sorti en 2021.
Il s'agit de l'adaptation du roman du même nom de Karine Tuil, paru en 2019.

## Synopsis
Alexandre Farel (Ben Attal) est le fils du présentateur de télévision très en vue Jean Farel (Pierre Arditi). Claire (Charlotte Gainsbourg), sa mère, a quitté son mari et vit avec Adam Wizman (Mathieu Kassovitz), lui aussi séparé de son épouse Valérie Berdah (Audrey Dana) de confession juive et très religieuse avec laquelle il a eu une fille, Mila (Suzanne Jouannet). Alors qu'Alexandre revient des États-Unis où il finissait ses études, il rejoint pour un soir sa mère et fait la connaissance de Mila. Ensemble, ils vont à une fête d'anciens élèves du lycée Henri IV à Paris.
Le lendemain, la police arrête le jeune homme, accusé de viol par Mila. Est-il coupable ? Est-elle victime ou veut-elle se venger ? La vérité est-elle unique ? Interfèrent dans ce drame les différences de classe, de religion et la pression médiatique.

## Fiche technique
Sauf indication contraire, les informations mentionnées dans cette section peuvent être confirmées par la base de données cinématographiques Unifrance,  présente dans la section « Liens externes ».
- Titre original : Les Choses humaines
- Réalisation : Yvan Attal
- Scénario : Yvan Attal et Yaël Langmann, d'après le roman Les Choses humaines de Karine Tuil
- Musique : Mathieu Lamboley
- Décors : Samuel Deshors
- Costumes : Carine Sarfati
- Photographie : Rémy Chevrin
- Son : Pierre André, Thomas Desjonquères et Jean-Paul Hurier
- Montage : Albertine Lastera
- Production : Yvan Attal et Olivier Delbosc
- Sociétés de production : Curiosa Films et Films Sous Influences ; coproduit par France 2 Cinéma et Gaumont
- Société de distribution : Gaumont (France) ; Athena Films (Belgique), MK2 I MILE END (Québec), Elite Films (Suisse romande)
- Budget : 7,9 millions d'euros[1]
- Pays de production :  France
- Langue originale : français
- Format : couleur — 2,39:1
- Genre : drame, procès
- Durée : 138 minutes
- Dates de sortie[2] :
  - Italie : 9 septembre 2021 (Mostra de Venise)[3]
  - France : 11 septembre 2021 (Festival du cinéma américain de Deauville)[4] ; 1er décembre 2021 (sortie nationale)
  - Belgique, Suisse romande : 1er décembre 2021
  - Québec : 20 mai 2022
- Classification :
  - France : Tout public lors de sa sortie en salles et déconseillé aux moins de 12 ans à la télévision

## Distribution
- Ben Attal : Alexandre Farel, étudiant à Stanford
- Suzanne Jouannet : Mila Wizman, lycéenne
- Charlotte Gainsbourg : Claire Farel, essayiste, mère d'Alexandre
- Pierre Arditi : Jean Farel, animateur de l'émission Grand Oral à la télévision, père d'Alexandre
- Audrey Dana : Valérie Berdah, prothésiste dentaire, mère de Mila
- Mathieu Kassovitz : Adam Wizman, professeur de littérature, père de Mila, compagnon de Claire
- Benjamin Lavernhe : Me Arthur Célerier, avocat commis d'office d'Alexandre
- Hervé Temime : Me Lancel, avocat de Jean
- Judith Chemla : l'avocate de Mila
- Franz-Rudolf Lang : Me Rozenberg, autre avocat de Mila
- Réjane Kerdaffrec : Anne Collet, présidente de la cour d'assises
- Gérard Watkins : l'avocat général
- Laetitia Colombani : la psychologue
- Jean-Charles Piette : l'expert psychiatre
- Marie Dompnier : Mme Vallet, directrice d'enquête
- Jean-Toussaint Bernard : l'officier de police judiciaire qui interroge Alexandre pendant sa garde à vue
- Romain Cottard : le policier qui enregistre la plainte de Mila
- Zakariya Gouram : l'officier de police judiciaire qui interroge Mila pendant sa déposition
- Laëtitia Eïdo : Yasmina Vasseur, directrice du cabinet du ministre de l'Économie, ex-compagne d'Alexandre
- Camille Razat : Quitterie, stagiaire à Grand Oral, compagne de Jean
- Emmanuelle Lepoutre : la collaboratrice de Jean
- Anne Bouvier : Mme Ballard, directrice des programmes de la chaîne qui diffuse Grand Oral
- Marie-Bénédicte Roy : Marianne, employée de maison de Jean
- Joaquim Fossi : l'ami d'Alexandre qui a l'idée du bizutage à la soirée
- Angèle Metzger : une ex d'Alexandre à la soirée
- Fahmi Guerbaa : le chauffeur qui ramène Mila après la soirée
- Julie Fournier : Florence Laplace, responsable de l'association Femmes de parole
- Fabrice Drouelle : l'animateur de radio à France Inter

## Production
Maisons de production : Curiosa Films / Films Sous Influence / Gaumont / France 2 Cinéma / Canal+ / France Télévisions / Ciné+ / Cinécap 4 / Cofimage 32 / La Région Île-de-France (Source France Télévision)

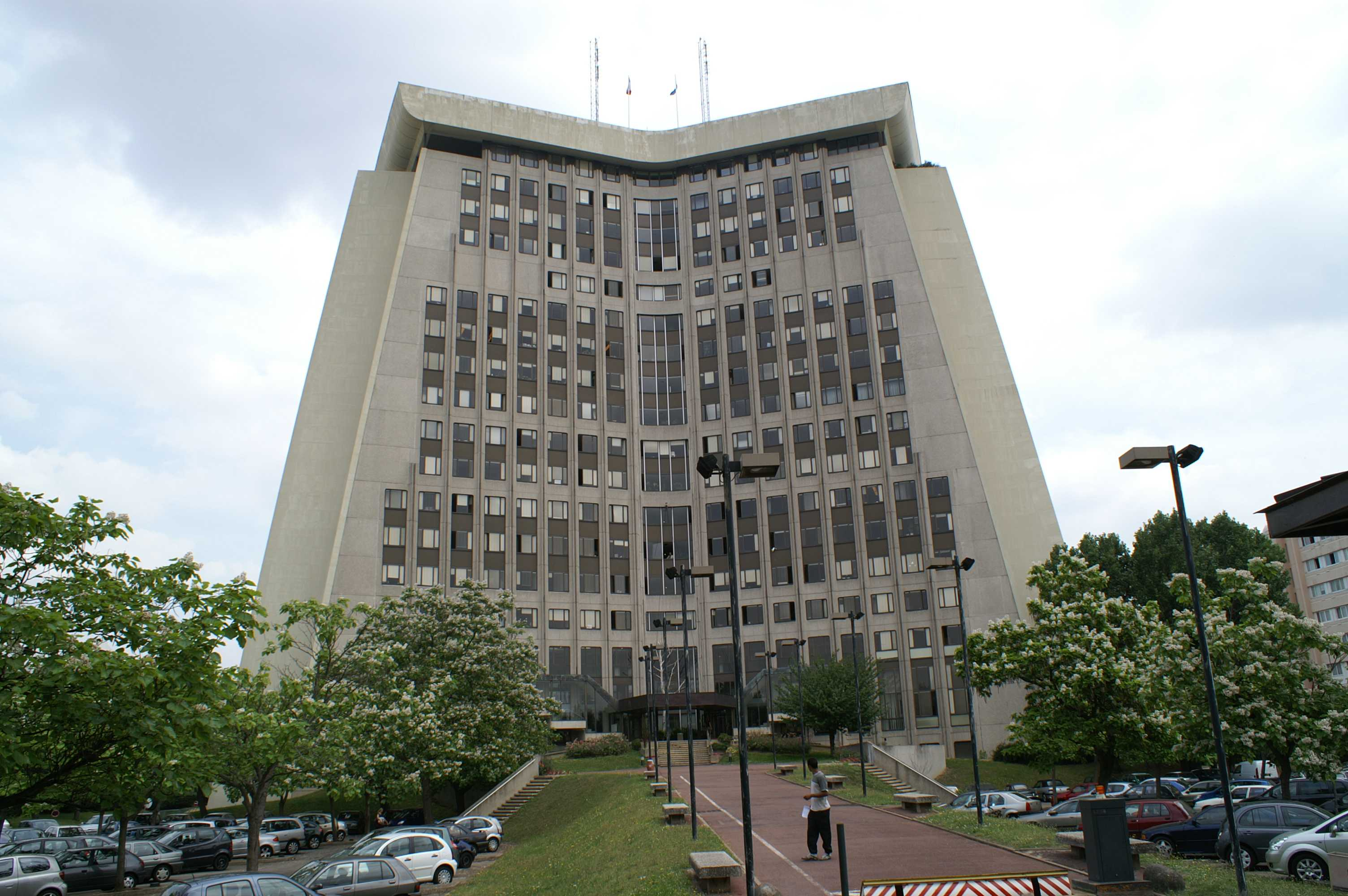
Le palais de justice de Créteil sert de décor au film.

Le scénario est inspiré du roman Les Choses humaines de Karine Tuil, publié à l'été 2019, qui a notamment obtenu le prix Interallié et le Goncourt des lycéens. Karine Tuil s'était elle-même inspirée d'un fait divers survenu sur un campus de l'université Stanford pour écrire le roman.
Yvan Attal dirige ici sa compagne Charlotte Gainsbourg ainsi que leur fils, Ben Attal — tous deux déjà à l'affiche de son film précédent, Mon chien Stupide, sorti en 2019.

### Tournage
Le tournage commence en août 2020. Il a notamment lieu à l'intérieur du palais de justice de Créteil (Val-de-Marne), notamment dans la salle des pas perdus. Il se déroule ensuite à Paris jusqu'en novembre,.

## Sortie

### Accueil
En France, le site Allociné propose une moyenne des critiques presse de 3,1/5.

### Box-office
| Pays ou région | Box-office      | Date d'arrêt du box-office | Nombre de semaines |
| -------------- | --------------- | -------------------------- | ------------------ |
| France         | 182 074 entrées | 8 février 2022             | 10                 |
| Total mondial  |                 | -                          | -                  |

## Distinctions

### Nomination
- César 2022 : Meilleure adaptation

### Sélections
- Mostra de Venise 2021 : hors compétition
- Festival du cinéma américain de Deauville 2021 : clôture